# Élisabeth-Madeleine de Poméranie
Élisabeth-Madeleine de Poméranie (14 juin 1580 – 23 février 1649), est une duchesse consort de Courlande. Elle épouse le duc de Courlande, Frédéric Ier Kettler, le 14 mars 1600. Elle est la fille de Ernest-Louis de Poméranie et de Sophie-Hedwige de Brunswick-Wolfenbüttel. Elle n'a pas d'enfants.